# Thaumasura micans
Thaumasura micans är en stekelart som beskrevs av Girault 1932. Thaumasura micans ingår i släktet Thaumasura och familjen puppglanssteklar. Inga underarter finns listade i Catalogue of Life.